# Kenny McCormick

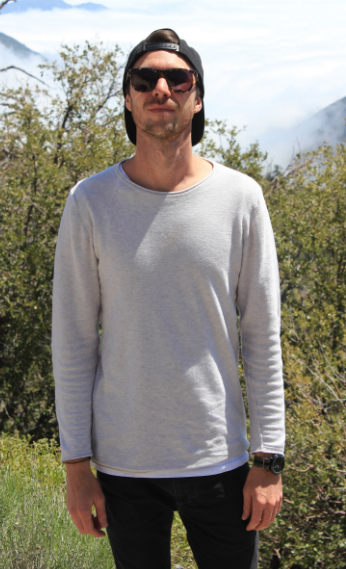
Kenny McCormick

Kenny McCormick, interpretat de Matt Stone, este un personaj fictiv din serialul de desene animate South Park. Este unul dintre personajele principale.
E faimos pentru faptul că moare în aproape toate episoadele. De asemenea e celebru pentru că nu apare niciodată fără gluga sa portocalie.
Familia lui Kenny este foarte săracă. Tatăl său este alcoolic și prietenul său Eric Cartman își bate adesea joc de el din acest motiv.

## Moduri în care moare
Kenny moare spontan. Înainte să te aștepți, îl calcă o mașină, este împușcat, etc.Înainte de sezonul cinci, Kenny murea aproape în fiecare episod, cu câteva excepții. În sezonul 5 episodul „Kenny Dies” marchează moartea lui permanentă pentru următoarele episoade, dar acesta apare în mod miraculos la viață și continuă să joace ca și rol principal. După moartea sa ultima frază spusă de către prietenii lui, Stan și, respectiv Kyle: „Oh my God, they killed Kenny! ...You bastards!” (în română „Dumnezeule ! L-au ucis pe Kenny ! ...Ticăloșilor !” - conform subtitrării televizate).